# 岡田由里子
岡田 由里子（おかだ ゆりこ）は日本のプロデューサー。カートゥーン ネットワーク所属。

## プロデュース
- おかしなガムボール
- ルーニー・テューンズ・ショー
- バービーとペガサスの魔法
- バービーと妖精の国フェアリートピア
- バービーと人魚の国マーメディア
- マシューせんせい 〜ゆかいなヒルトップ病院〜

| スタブアイコン | サブスタブ | この項目は、まだ閲覧者の調べものの参照としては役立たない、人物に関連した書きかけの項目です。この項目を加筆・訂正などしてくださる協力者を求めています（P:人物伝/PJ:人物伝）。 |